# 東六線站
東六線站（日语：／ Higashi-rokusen eki */?）曾是屬於北海道旅客鐵道宗谷本線的鐵車站，位於北海道上川郡劍淵町東町。本站已於2021年3月遭到廢站。

## 歷史
- 1956年1月：日本國有鐵道之東六線臨時停靠站啟用。
- 1959年11月1日：車站升級為東六線站。
- 1987年4月1日：正式民營化並進行分割，車站劃歸由JR北海道繼承。
- 2021年3月13日：隨時間表改正，車站被廢除[1][2]。

## 車站構造
本站在廢站前為配有側式月台一面一線的無人站。站內設有一間小型候車室和廁所。

## 車站周邊
本站位於名寄盆地的南端。而東面及西面則分別被北見山地及天鹽山地所包圍。附近主要為水稻地帶。
- 國道40號
- 櫻岡貯水池
- 劍淵川
- 道北巴士（日语：道北バス）「東6線」車站。

## 相鄰車站
北海道旅客鐵道（JR北海道）（廢站前）
■宗谷本線
快速「名寄」
通過
普通（一部分列車通過此站）
和寒（W38）－東六線（W39）－劍淵（W40）

## 外部連結
- （日語）JR北海道 – 東六線站 （页面存档备份，存于）
- （日語）全驛參觀之旅 （页面存档备份，存于）